# Família Santos Pacheco
A Família Santos Pacheco é uma tradicional e abastada família de Alagoas. A família atuou no final do século XIX e início do século XX no comercio, em latifúndios e na politica de Alagoas.

## História
Em 1885 o vereador coronel José Francisco dos Santos Pacheco foi responsável por convencer um grupo de escravos que haviam invadido da cidade de Coruripe com o objetivo de obter a própria alforria. O coronel José também foi delegado e membro do conselho de coruripe.
Em 29 de janeiro de 1890 foi publicada uma lista que indica que o coronel José Francisco dos Santos Pacheco foi 1 dos 3 primeiros membros do conselho de Coruripe, Alagoas após a proclamação da República.
O coronel Francisco dos Santos Pacheco ocupou o cargo de Vice-governador de Alagoas de 12 de junho de 1897 até a renuncia do Governador Manuel José Duarte em 12 de junho de 1899, quando passou a ocupar o cargo de Governador até o fim do mandato em 12 de junho de 1900. Ele Ocupou o cargo de senador estadual durante os períodos de 1897 a 1898, 1901 a 1906 e de 1913 a 1916.
O coronel Francisco era irmão de João Pacheco de Lima, Domingos dos Santos Pacheco e do Coronel José Francisco dos Santos Pacheco, Ele era casado com Thereza Francisca da Silva Pacheco, que foi a sua primeira-dama, falecida em 1908.
Em julho do ano de 1899 foi realizado o Velo-Sport, corrida de bicicletas em homenagem ao então governador Francisco dos Santos Pacheco. A corrida tinha como juiz de pista Jacintho Nunes Leite Filho.
Em outubro de 1899 a notícia de que a peste tinha chegado ao porto de Santos acendeu o farol de alerta em Alagoas, forçando o estado a aumentar a limpeza da cidade. Para organizar as medidas sanitárias, o governador Francisco Manuel dos Santos Pacheco, reuniu o Conselho Geral de  Higiene,  requisitando que uma turma de sentenciados ficasse responsável pela limpeza geral da cidade, e recomendando cuidados com as moradias precárias dos mais pobres.
Em homenagem ao governador Francisco Manuel foi nomeada a rua Santos Pacheco (Antiga Avenida Santos Pacheco) em Maceió, denominada pela Lei nº 63 de 5 de fevereiro de 1902.
Em meados do século XX foi construída uma escola em Bom Conselho, Pernambuco que foi nomeada em homenagem ao filho de João Pacheco de Lima, Ursulino Pacheco de Lima. A escola recebeu o nome de Ursulino por que o local da construção foi doado por ele.
Existe uma escola em Teotônio Vilela que recebeu o nome de José Pacheco Filho em homenagem ao Coronel José, pai de Maria Theresa de Medeiros.
Maria Theresa de Medeiros Pacheco foi a primeira médica legista do Brasil, professora da Faculdade de Medicina da Bahia, da Universidade Federal da Bahia. Foi, ainda, nos duzentos anos dessa faculadade, a primeira mulher a ensinar a cátedra de medicina legal, bem como a primeira a dirigir o Departamento de Polícia Técnica do estado (DPT).
Ela era filha do coronel José Pacheco Filho e neta do coronel José Francisco dos Santos Pacheco.
Ela foi convidada pelo então secretário de segurança pública de Alagoas para auxiliar no caso do duplo homicídio do ex-tesoureiro de Fernando Collor de Mello, Paulo César Farias e sua amante Suzana Marcolino, realizando os exames que ajudaram na investigação.

## Família
A família se dividiu entre os estados de Alagoas, Pernambuco e Bahia.
O coronel Francisco Manuel nasceu em 1850 em São Miguel dos Campos e faleceu no mesmo local em janeiro de 1926.

## Personalidades
- Governador Francisco Manuel dos Santos Pacheco
- Maria Theresa de Medeiros Pacheco